# أندريه إستيفيز
أندريه إستيفيز (بالبرتغالية: André Esteves) هو مصرفي برازيلي، ولد في 12 يوليو 1968 في ريو دي جانيرو في البرازيل.